# Alessandro Tronconi
Alessandro Tronconi (1885 – 1961) è stato uno psichiatra e politico italiano.

## Biografia
Neuropsichiatra, è stato medico di sezione all'ospedale psichiatrico Sant'Artemio di Treviso dal 1911, diventando nel 1913 primario della sezione uomini. Ottenne l'incarico di direttore nel 1942 e mantenne il ruolo per diciassette anni. Durante gli anni della guerra, aiutò alcuni ebrei e altre persone perseguitate a sfuggire ai nazisti, ospitandoli come pazienti nel Sant'Artemio con false diagnosi di malattie psichiatriche.
Attivo politicamente nelle file della Democrazia Cristiana, fu sindaco di Treviso per due mandati dal maggio 1952 al marzo 1959. Ricoprì inoltre molteplici incarichi in seno al movimento cattolico.